# عزت مزهر
عزت مزهر (1947 - 2009) هو نحات ورسام وفنان تشكيلي لبناني، واحد رواد الحركة التشكيلية فيها، أقام وشارك في العديد من المعارض والنشاطات الفنية في كل من فرنسا وبريطانيا واليابان وإيطاليا.

## حياته
ولد عزت مزهر في عام 1947 في حارة الناعمة في قضاء الشوف، عندما كان طفلاً كان يرسم بالفحم على جدران المنزل، فشجعه والده على الاستمرار في هوايته، أكمل دراسته وتخرج من الثانوية العامة حيث أراد ان يدرس الرسم والنحت لكن رفضت عائلته ذلك، فقرر دراسة هندسة الديكور وأكمل دراسته وتخرج منه عام 1966، سافر الى فرنسا للدراسة في المعهد العالي للرسم والنحت، وخلال اقامته في باريس شارك مع احد النحاتين الكبار في ترميم التماثيل، كما قام بتصميم العديد من ملصقات الحفلات التي كانت تقام بشكل أسبوعي في المركز الثقافي الأمريكي في باريس، ثم عاد الى لبنان عام 1974 ليعمل أستاذًا في معهد الفنون الجميلة في الجامعة اللبنانية عام 1975 وبقي فيها حتى توفي في 14 ديسمبر 2009.

## عضوية ومناصب
- رئيس جمعيّة الفنّانين اللبنانيّن للرسم والنحت منذ 2002 حتى 2007.
- استاذ في الجامعة اللبنانية.
- نائب رئيس جمعية الفنانين اللبنانيين.
- عضو اتحاد النحاتين الفرنسيين.
- عضو الجمعية العالمية للفنون AIAP.[4]